# Riekiella binnaliweanda
Riekiella binnaliweanda är en tvåvingeart som beskrevs av Kelsey 1987. Riekiella binnaliweanda ingår i släktet Riekiella och familjen fönsterflugor. Inga underarter finns listade i Catalogue of Life.